# 武庫
武庫（むこ）とは兵庫県摂津地方の古地名で、尼崎から兵庫までの沿海部を言う。武庫の名は神功皇后紀にはじめて見え、務古とも書いた。（『摂津郷土史論』『古事記』『日本書紀』）

## 由来
武器を埋めたところ（『神社考』『元亨釈書』）、椋（むく）のある山（加茂真渕『万葉の解釈』）、御子（みこ）の訛（『住吉大社解状』）、向こうの意（『冠辞考』）など諸説ある。
上古文化の中心地である大和を出、難波から船を出さんとするとき、遥か対岸の地を望んで「向こう」と言ったとする説は無理の無い解釈として一般に認められている。
しかしながら、はるか難波の対岸から見えない場所や河川名にまで、武庫の名がつけられていることから、疑問がないわけではなく、古くからいくつかの説がある。
　吉田東伍は「大日本地名辞書」、廣田神社の項で、祭神名天疎向津姫（あまさかるむかつひめ）に関して、向か津は武庫津に同じと指摘していることと、かつて向か津峰と呼ばれた武庫山＝六甲山全山が往古、廣田神社の社領であったことは、考慮に値する。
摂津国風土記（逸文）は武庫の由来について次のように伝えている。

「（神功）皇后は摂津の国の海浜の北岸の廣田の郷においでになった。いま廣田明神というのはこれである。その故にその海辺を名づけて御前（みさき）の浜といい、御前の沖という。またその兵器を埋めた場所を武庫（むこ）という。今は兵庫という。」

この伝承は、兵庫県の旧家である 北風家が寛政7年（1795年）まで家宝として神功皇后の鎧を伝えていたことと整合する。